# ژاک کرووازیه
ژاک کرووازیه (انگلیسی: Jacques Crevoisier؛ ۲۴ نوامبر ۱۹۴۷ – ۱۶ مهٔ ۲۰۲۰) بازیکن فوتبال اهل فرانسه بود.